# أبيجيل فوربس
أبيجيل فوربس (بالإنجليزية: Abigail Forbes)‏ هي لاعب كرة مضرب أمريكية، ولدت في 10 مارس 2001.

## وصلات خارجية
- أبيجيل فوربس على موقع رابطة محترفات التنس (الإنجليزية)
- أبيجيل فوربس على موقع الاتحاد الدولي لكرة المضرب (الإنجليزية)
- أبيجيل فوربس على موقع إي إس بي إن.كوم (الإنجليزية)